# Yves II, conte di Soissons
Yves II de Nesle il Vecchio, conte di Soissons, detto anche Ivo II (... – agosto 1178) è stato un nobile francese.

## Biografia
Figlio di Raul I di Nesle e già signore di Nesle, dopo la morte di Rinaldo III di Soissons senza eredi nel 1141 venne scelto dal vescovo di Soissons Joscelin come nuovo conte di Soissons (non è chiaro se fosse imparentato alla dinastia estinta). Con Yves il casato di Nesle assurse così al potere.
Poco dopo, alla predicazione della seconda crociata, Yves fu tra i signori francesi al seguito di Luigi VII di Francia in Terrasanta. Il conte di Soissons provò quindi ad inserirsi nella politica mediorientale chiedendo la mano della principessa Costanza d'Antiochia, dalla quale venne però rfiutato. Tornato in Francia, si sposò quindi con Yolanda di Hainaut, figlia di Baldovino IV di Hainaut, attorno al 1152, ma il matrimonio non diede figli.
Yves morì nel 1178, e nei propri titoli gli succedette il nipote Conone, conte di Soissons, figlio di suo fratello Raul II di Nesle. La sua vedova si risposò con Ugo IV, conte di Saint Pol.